# Odontacolus flavissimus
Odontacolus flavissimus är en stekelart som beskrevs av Megyaszai 1995. Odontacolus flavissimus ingår i släktet Odontacolus och familjen Scelionidae. Inga underarter finns listade i Catalogue of Life.